# Artur Mann
Artur Mann (* 11. Oktober 1990 in Aktjubinsk, Kasachstan) ist ein deutscher Profi-Boxer im Cruisergewicht.

## Privates
Artur Mann ist verheiratet und hat einen Sohn. Gemeinsam mit seiner Familie lebt er in Hannover.

## Amateur-Laufbahn
Der Schwergewichtler boxte von 2013 bis 2015 für die Clubs BSK Hannover Seelze und Nordhäuser SV in der 1. Bundesliga, gewann Bronze bei der Deutschen Meisterschaft 2012, sowie Silber bei den Deutschen Meisterschaften 2013 und 2014. 2013/2014 nahm er für das Team Germany in der World Series of Boxing (WSB) teil, errang einen Sieg gegen Earl Newman junior von den USA Knockouts, verlor jedoch gegen Wassili Lewit von den Astana Arlans und gegen Sjarhej Karnejeu von den Ukraine Otamans.
2013 gewann er nach einer knappen Niederlage gegen Fabio Turchi eine Bronzemedaille beim Chemiepokal, 2014 scheiterte er beim selben Event im Viertelfinale gegen Wang Xuanxuan.
Ebenfalls 2014 gewann er noch eine Bronzemedaille beim Governor Cup in Russland, nachdem er im Halbfinale knapp mit 1:2 gegen Jewgeni Tischtschenko ausgeschieden war.

## Profi-Karriere
Artur Mann bestritt sein Profidebüt im Mai 2015. In seinen ersten zehn Kämpfen, die er alle für sich entscheiden konnte, besiegte er unter anderem Waleri Brudow (Kampfbilanz: 43-8, ehemaliger WBA-Interimsweltmeister) und Pavelas Nevedomskis (9-0).
Am 8. Juli 2017 besiegte er Leon Harth (15-2) beim Kampf um den Titel WBO-International im Cruisergewicht und siegte auch in vier weiteren Kämpfen, darunter in einer Titelverteidigung im Juni 2018 gegen Alexander Peil (10-0) und im November 2018 gegen den Russen Alexei Schubow (17-1).
Am 16. März 2019 boxte der bei Sauerland Event unter Vertrag stehende Artur Mann in Kempton Park um den IBO-Weltmeistertitel im Cruisergewicht, verlor jedoch durch TKO in der vierten Runde gegen den Titelträger Kevin Lerena (21-1).
Anschließend war er beim Boxstall AGON Sports & Events unter Vertrag und wurde von O1NE Sport gemanagt. Er bestritt noch zwei siegreiche Kämpfe, ehe er seine Karriere im Oktober 2020 vorläufig beendete.
Am 16. Oktober 2021 kehrte er für einen Kampf um den IBF-Weltmeistertitel im Cruisergewicht in den Ring zurück. Er verlor dabei jedoch in Riga durch TKO in Runde 3 gegen den lettischen Titelträger Mairis Briedis (27-1).
In seinem nächsten Kampf am 19. Februar 2022 wurde er mit einem Sieg gegen Nikodem Jeżewski (20-1) IBO-Intercontinental-Champion im Cruisergewicht.
Im Dezember 2022 verlor er einstimmig gegen Jewgeni Tischtschenko.

## Profi-Bilanz
| 22 Siege (13 K.-o.-Siege), 4 Niederlagen, 0 Unentschieden |                    |                         |                                        |                                                              |  |
| Profikampf                                                | Datum              | Gegner                  | Veranstaltungsort                      | Ergebnis                                                     |  |
| 1                                                         | 2. Mai 2015        | Marco Angermann         | Trainingszentrum, Berlin               | Sieg / TKO. 2. Runde                                         |  |
| 2                                                         | 11. Juli 2015      | Marcel Erler            | Landkost-Arena, Bestensee              | Sieg / TKO-A 3. Runde                                        |  |
| 3                                                         | 12. September 2015 | Krzysztof Chochel       | Open Air, Köpenick                     | Sieg / KO 1. Runde                                           |  |
| 4                                                         | 24. Oktober 2015   | Radek Geissmann         | Inselhalle, Eisenhüttenstadt           | Sieg / KO 1. Runde                                           |  |
| 5                                                         | 9. Januar 2016     | Phillip Palm            | Baden-Arena, Offenburg                 | Sieg / TKO 5. Runde                                          |  |
| 6                                                         | 12. März 2016      | Bjoern Blaschke         | Jahnsportforum, Neubrandenburg         | Sieg / KO 4. Runde                                           |  |
| 7                                                         | 7. Mai 2016        | Valery Brudov           | Barclaycard Arena, Hamburg             | Sieg / Punktsieg                                             |  |
| 8                                                         | 1. Oktober 2016    | Paul Drago              | Jahnsportforum, Neubrandenburg         | Sieg / Punktsieg                                             |  |
| 9                                                         | 5. November 2016   | Adam Gadajew            | MBS Arena, Potsdam                     | Sieg / TKO 5. Runde                                          |  |
| 10                                                        | 25. März 2017      | Taras Oleksiyenko       | MBS Arena, Potsdam                     | Sieg / Punktsieg                                             |  |
| 11                                                        | 8. Juli 2017       | Leon Harth              | Friedrich Ebert Halle, Ludwigshafen    | Sieg / Mehrheitsentscheidung WBO-International-Meisterschaft |  |
| 12                                                        | 27. Oktober 2017   | Isossa Mondo            | Sport und Congress Center, Schwerin    | Sieg / Punktsieg                                             |  |
| 13                                                        | 8. April 2018      | Laszlo Ivanyi           | Große Freiheit 36, St. Pauli - Hamburg | Sieg / TKO 4. Runde                                          |  |
| 14                                                        | 2. Juni 2018       | Alexander Peil          | Swiss Life Hall, Hannover              | Sieg / Punktsieg                                             |  |
| 15                                                        | 10. November 2018  | Alexey Zubov            | Credit Union 1 Arena, Chicago          | Sieg / Punktsieg                                             |  |
| 16                                                        | 16. März 2019      | Kevin Lerena            | Emperors Palace, Kempton Park          | Niederlage / TKO in Runde 4 IBO-Weltmeisterschaft            |  |
| 17                                                        | 12. Oktober 2019   | Soso Abuladze           | Halle Westand, Braunschweig            | Sieg / Punktsieg                                             |  |
| 18                                                        | 12. Juni 2020      | Rad Rashid              | Havelstudios, Berlin                   | Sieg / KO 3. Runde                                           |  |
| 19                                                        | 16. Oktober 2021   | Mairis Briedis          | Arena Riga, Riga                       | Niederlage / TKO in Runde 3 IBF-Weltmeisterschaft            |  |
| 20                                                        | 19. Februar 2022   | Nikodem Jeżewski        | Hala Orbita, Breslau                   | Sieg / Punktsieg Interkontinentale IBO-Meisterschaft         |  |
| 21                                                        | 30. September 2022 | Amine Boucetta          | CK Eventcenter, Bergkamen              | Sieg / TKO in Runde 3                                        |  |
| 22                                                        | 11. Dezember 2022  | Evgeny Tishchenko       | DIVS, Jekaterinburg                    | Niederlage nach Punkten                                      |  |
| 23                                                        | 3. Juni 2023       | Stephane Tchamba        | Stadthalle, Eberbach                   | Sieg / KO in Runde 1                                         |  |
| 24                                                        | 9. Dezember 2023   | Muslim Gadschimagomedow | Agenda Arena, Dubai                    | Niederlage nach Aufgabe                                      |  |
| 25                                                        | 8. Juni 2024       | Levani Lukhutashvili    | Hannover                               | Sieg / KO in Runde 2                                         |  |
| 26                                                        | 2. November 2024   | Ion Mihai Desrobitu     | Schilde-Halle, Bad Hersfeld            | Sieg / KO in Runde 7 WBF-Weltmeisterschaft                   |  |
| Quelle: Artur Mann in der BoxRec-Datenbank                |                    |                         |                                        |                                                              |  |